# Cineraria
Cineraria es un género de alrededor de 50 especies de plantas con flores perteneciente a la familia de las asteráceas, nativo del sur de África. El género incluye plantas herbáceas y pequeños arbustos.
En el pasado estaban incluidas gran número de especies de las Islas Canarias y Madeira que han sido transferidas al género Pericallis.
Entre los usos de la Cineraria se incluye la aplicación tópica para el tratamiento de las cataratas.

## Especies
Especies
- Cineraria abyssinica Sch.Bip. ex A.Rich.
- Cineraria albicans N.E.Br.
- Cineraria alchemilloides DC.
- Cineraria anampoza (Baker) Baker
- Cineraria angulosa Lam.
- Cineraria aspera Thunb.
- Cineraria atriplicifolia DC.
- Cineraria austrotransvaalensis Cron
- Cineraria canescens J.C.Wendl. ex Link
- Cineraria cyanomontana Cron
- Cineraria decipiens Harv.
- Cineraria deltoidea Sond.
- Cineraria dryogeton Cron
- Cineraria erodioides DC.
- Cineraria erosa (Thunb.) Harv.
- Cineraria geifolia (L.) L.
- Cineraria geraniifolia DC.
- Cineraria glandulosa Cron
- Cineraria grandibracteata Hilliard
- Cineraria huilensis Cron
- Cineraria hibrida Cron
- Cineraria lobata L'Hér.
- Cineraria longipes S.Moore

- Cineraria lyratiformis Cron
- Cineraria lyrata DC.
- Cineraria magnicephala Cron
- Cineraria mazoensis S.Moore
- Cineraria mollis E.Mey. ex DC.
- Cineraria ngwenyensis Cron
- Cineraria parvifolia Burtt Davy
- Cineraria pinnata O.Hoffm. ex Schinz
- Cineraria platycarpa DC.
- Cineraria pulchra Cron
- Cineraria saxifraga DC.
- Cineraria vagans Hilliard
- Cineraria vallis-pacis Dinter ex Merxm.

Especies anteriormente agrupadas en el género Cineraria
- C. ambigua Biv. y C. bicolor subsp. ambigua (Biv.) Nyman → Jacobaea ambigua
- C. amelloides L. y C. amoena Salisb. → Felicia amelloides
- C. angustifolia Kunth → Barkleyanthus salicifolius
- C. anthemoides  Lam. y C. uliginosa Ledeb. → Senecio gallicus
- C. aurita L'Hér. → Pericallis aurita
- C. brasiliensis Spreng. → Senecio brasiliensis
- C. cernua Thore → Arnica montana
- C. coincyi (Rouy) Willk. → Tephroseris coincyi
- C. corymbosa Moench → Bellis annua
- C. crassiflora Poir. → Senecio crassiflorus
- C. discolor Sw. → Zemisia discolor
- C. farfara Bernh. → Tussilago farfara
- C. filifolia Thunb. → Senecio nevadensis subsp. malacitanus
- C. gibbosa Guss. y C. littoralis Vest → Jacobaea maritima
- C. glaberrima Spreng. ex DC. → Cyanthillium cinereum
- C. heterophylla Ortega y C. minuta Cav. → Jacobaea minuta
- C. humilis Poepp. ex DC. y C. incisa Thunb. → Senecio squalidus
- C. hybrida Bernh. → Petasites hybridus
- C. incana Sw. → Jacmaia incana
- C. laevis Spreng. ex DC. → Senecio angulatus
- C. lanata Lam. → Pericallis lanata
- C. lewisii Richardson → Erigeron compositus
- C. maritima L. → Jacobaea maritima
- C. palmensis (Buch) Nees → Bethencourtia palmensis
- C. petasitis Sims → Roldana petasitis
- C. praecox Cav. → Pittocaulon praecox
- C. repanda G.Forst. → Brachyglottis repanda
- C. tomentosa (DC.) Less. → Oresbia heterocarpa
- C. trachyphylla Spreng. → Felicia aethiopica